# Щербаков, Фёдор Иванович
Фёдор Иванович Щербаков (26 мая 1947, с. Бидайык, Жанааркинский район, Карагандинская область, Казахская ССР, СССР — 16 августа 2022) — представитель высшего командования Вооружённых сил Республики Казахстан, генерал-лейтенант (1993), командующий Сухопутными войсками (1994—2000).

## Биография
Родился 26 мая 1947 года в селе Бидайык Жанааркинского района Карагандинской области.
1966—1970 — проходил обучение в Ташкентском высшем общевойсковом командном училище. По окончании училища проходил службу на должности командира мотострелкового взвода.
1970—1977 — проходил службу в Группе советских войск в Германии на должностях командир мотострелкового взвода, командир мотострелковой роты, начальник штаба мотострелкового батальона.
В 1980 году окончил Военную академию имени Фрунзе.
1980—1987 — проходил службу в должности командира мотострелкового полка в Дальневосточном военном округе.
1987—1990 — командир 99-й мотострелковой дивизии Дальневосточного военного округа в Магаданской области.
В 1992 году генерал-майор Щербаков окончил Военную академию Генерального Штаба ВС РФ, по окончании которой продолжил прохождение военной службы в Вооружённых силах Республики Казахстан.
Июнь—октябрь 1992 — первый заместитель командующего 40-й общевойсковой армии Вооружённых сил Республики Казахстан.
Октябрь 1992 — февраль 1994 — командир 1-го армейского корпуса, управление которого находилось в Семипалатинске.
5 мая 1993 года Щербакову Фёдору присвоено очередное воинское звание — генерал-лейтенант.
Февраль 1994 — ноябрь 1997 — командующий Сухопутными войсками — первый заместитель Министра обороны Республики Казахстан.
1998—2000 — командующий Силами общего назначения Республики Казахстан.
Награждён орденом Красной Звезды (СССР, 1989) и орденом «Курмет» (Республика Казахстан, май 1997), а также многими медалями СССР и Республики Казахстан.
В 2000 году генерал-лейтенант Щербаков был уволен в запас.
Умер 16 августа 2022 года.

## Награды
- Орден «Курмет»;
- Орден Красной Звезды;
- более 20 медалей СССР и Республики Казахстан.